# Basilornis celebensis
Mainá-de-celebes ou mainato-da-celebes (Basilornis celebensis) é uma espécie de ave da família Sturnidae.
É endémica da Indonésia.
Os seus habitats naturais são: florestas subtropicais ou tropicais húmidas de baixa altitude.